# Renedo (Cabuérniga)
Renedo es una localidad del municipio de Cabuérniga, Cantabria (España). Está situado en un llano, a 2,3 kilómetros de la capital del municipio, Valle, a 276 metros de altitud y su población es de 143 habitantes (INE, 2013). Está atravesado por el río Saja.
Celebra la festividad de Nuestra Señora el 15 de agosto.
Renedo fue declarado Bien de Interés Local, con la categoría de "conjunto histórico". En el Boletín Oficial de Cantabria (BOC) del 26 de octubre de 2004 puede leerse su descripción: “El pueblo, como elemento claramente dibujado en el paisaje del valle de Cabuérniga, aparece rodeado del conjunto de praderas que forma el fondo del valle, o bien apoyado en los límites, más o menos arbolados, de las laderas montañosas con la llanura. Su presencia como unidad paisajística es sin duda una de las características de mayor relevancia que justifican la definición como Conjunto Histórico del pueblo de Renedo, relevancia que se singulariza por la riqueza e importancia de las arquitecturas de casas en hilera, palacios y casonas que lo componen".

## Historia

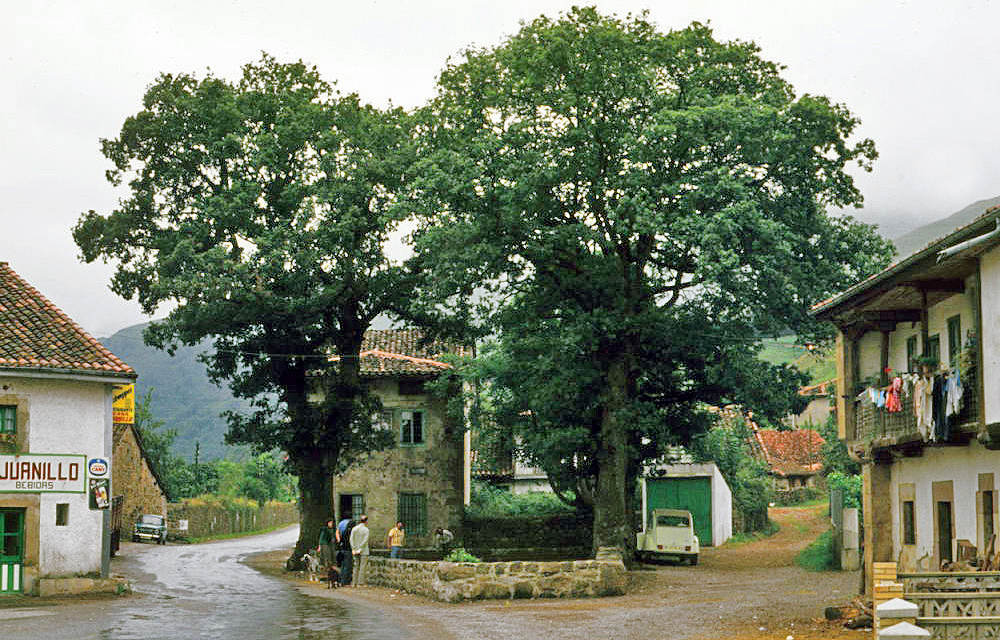
Plaza de la localidad en 1975

En el pasado, Renedo abarcaba también Fresneda y Llendemozo, como barrios, además del caserío de Venta de Cotera. Fresneda es hoy localidad independiente. Llendemozo o Llandemozó es una aldea abandonada. Por aquí pasaba el antiguo camino desde la costa hacia Castilla. El rey Carlos I lo utilizó en una ocasión, cruzando el río Saja precisamente por el pueblo de Renedo.

## Personas destacadas
- El pintor Francisco Gutiérrez Cossío (1894-1970), aunque nacido en Cuba, se vino a vivir a este pueblo tras la independencia de la isla, y aquí pasó su infancia.

- El guarda de montes Pepe el de Fresneda, más conocido como Pepe el lobero (1910-1995).[1] Se hizo famoso por matar un gran número de lobos cuando todavía estos eran numerosos y eran un verdadero riesgo para los habitantes de toda la zona.[2]

- El guarda de ríos Isidoro Blanco. Tuvo ya a finales de los 60 la gran visión de trasformar el valle de Cabuérniga en un centro de turismo rural. Su visión clara le transformó en el auténtico pionero del turismo rural en Cantabria. Isidoro Blanco fue también, como lo documentan diversos libros, revistas y periódicos el descubridor de la cueva de las Monedas en el monte Castillo de Puente Viesgo.

## Arquitectura
Del conjunto de arquitectura civil destacan dos casonas:
- Casona de Rubín de Celis (1753)
- Casa Perdis

En cuanto al patrimonio religioso, cabe destacar la iglesia parroquial, dedicada a la Anunciación. Es de estilo barroco del siglo XVII].